# Вокер (Мисури)
Вокер (енгл. Walker) град је у америчкој савезној држави Мисури.

## Демографија
По попису из 2010. године број становника је 270, што је 5 (-1,8%) становника мање него 2000. године.
| Група             | 2000.       | 2010.       |
| Белци             | 265 (96,4%) | 257 (95,2%) |
| Афроамериканци    | 1 (0,4%)    | 0 (0,0%)    |
| Азијати           | 0 (0,0%)    | 0 (0,0%)    |
| Хиспаноамериканци | 5 (1,8%)    | 7 (2,6%)    |
| Укупно            | 275         | 270         |